# الهجرة (كعيدنة)

تعديل مصدري - تعديل

الهجرة هي إحدى قرى عزلة الثلث بمديرية كعيدنة التابعة لمحافظة حجة، بلغ تعداد سكانها 204 نسمة حسب تعداد اليمن لعام 2004.